# Labradorhavet

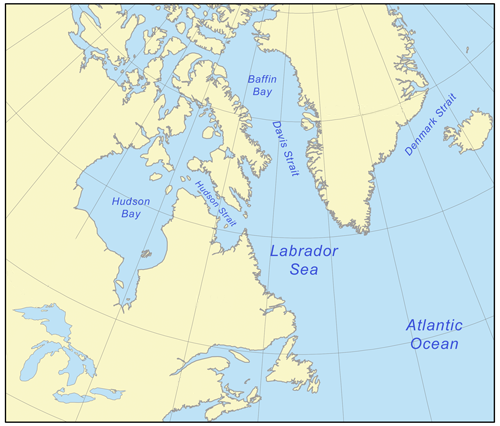
Labradorhavet

Labradorhavet () är ett randhav till Atlanten och dess nordvästra del, beläget mellan Labradorhalvön och Grönland. Mot norr är havet förbundet med Baffinbukten genom Davis sund och i väst genom Hudsonsundet sammanbunden med Hudson Bay. Den i öst angränsande delen av Atlanten mellan Grönlands sydspets (Kap Farvel) och Danmarkssundet kallas för Irmingerhavet. 
Den kalla, lågsaltade Labradorströmmen flyter åt söder längs den kanadensiska kusten medan den med högre salthalt samt varmare Västgrönländska strömmen flyter norrut längs grönländska kusten.
Då Labradorströmmen för med sig en påtaglig mängd isberg är den huvudsakliga båtrutten i den östra delen av havet. Havet är i genomsnitt 3000 meter djup. Roald Amundsen använde Labradorhavet för att ta sig till Berings sund under sin resa 1903-1906. Den norra och västra delen av havet är istäckt från december till juni. 
Labrador- och Västgrönlandsbankerna har varit föremål för kommersiellt torskfiske. Det upplevde stark tillbakagång under sena 1980- och 1990-talet, vilket ledde till införandet av ett fiskemoratorium över Labrador och Newfoundlandsbankarna 1992. Det gäller fortfarande. Räkfiske inleddes 1978 och det växte påtagligt mellan 1984 och 2000. Havet är en foderplats för den atlantiska laxen och flera arter av havsdäggdjur.
Enligt International Hydrographic Organization begränsas Labradorhavet i norr av 60° N och i sydost av linjen (loxodromen) från Cape St. Francis på Newfoundland till Grönlands sydspets Kap Farvel.